# Henri-Ignace Chaumont de La Galaizière
Pour les articles homonymes, voir Chaumont.
Pour les autres membres de la famille, voir Famille Chaumont de La Galaizière.
Henri-Ignace Chaumont de La Galaizière, appelé l'abbé de La Galaizière, né 7 décembre 1706 à Namur et mort le 29 décembre 1784 à Paris, est un ecclésiastique qui cumule les dignités ecclésiastiques en Lorraine. Malgré ses bénéfices lorrains, il réside principalement à Paris ou dans le château de la famille à Mareil-le-Guyon.

## Biographie

### Famille
Henri-Ignace Chaumont de La Galaizière, fils d'Antoine II Chaumont et de Catherine Baré, est né 7 décembre 1706, à Namur. Il appartient à une famille originaire de Namur intégrée dans la noblesse de robe française, son père étant anobli par charge de secrétaire du roi (1719-1740). Son frère aîné est Antoine-Martin Chaumont de La Galaizière, chancelier de Lorraine de 1737 à 1758,.

### Carrière
Il est docteur en théologie et grand-vicaire du diocèse de Toul. Il reçoit le 3 juin 1751 la survivance de la charge de premier aumônier de Stanislas Leszczynski, duc de Lorraine, mais le prince meurt avant le titulaire de cette charge, Miaskowski,.
En 1752, il est nommé coadjuteur du grand doyen de la cathédrale Notre-Dame-de-l'Annonciation de Nancy, mais, à la mort du titulaire en 1761, il démissionne de cette fonction parce qu'il ne veut pas effectuer à Nancy son stage de chanoine, préférant rester à Paris ou dans le château familial de Mareil-le-Guyon. Le chapitre l'élit néanmoins chanoine d'honneur.
Il est abbé commendataire de l'abbaye du Jard de 1733 à 1742, puis de l'abbaye de Bégard à partir de 1742,, de l'abbaye de Genlis à partir de 1762,, et de l'abbaye de Saint-Avold (dont il est d'abord abbé coadjuteur de 1752 à 1763) à partir de 1763,. 
Nouvel abbé commendataire de l'abbaye Saint-Nabor de Saint-Avold, il vient y résider en avril-mai 1763 avant de repartir pour Paris. Il échange ensuite une correspondance régulière avec le prieur de Saint-Avold, Jacques Haxo, qu'il charge de gérer sa mense abbatiale. Dans cet échange de lettres, son principal souci est de toucher les revenus de son abbaye. Jacques Haxo le tient au courant des différents conflits que connaît l'abbaye avec des nobles, des fermiers ou des curés voisins.
Henri-Ignace Chaumont de La Galaizière réside principalement à Paris et à Mareil-le-Guyon. Il meurt le 29 décembre 1784, à Paris.